# Albert Radziwiłł (1717-1790)
Albert Radziwiłł (25 mars 1717 - 1790) (en lituanien Albertas Radvila III, en polonais Albrecht Radziwiłł (starosta rzeczycki)), fils de Nicolas Faustyn Radziwiłł et de Barbara Frances Zawisza-Kieżgajłło, staroste de Retchytsa.

## Mariage et descendance
Il épouse Ona Kunigunda Chaleckytė qui lui donne cinq enfants :
- Aloyza
- Maria
- Barbara
- Dominique
- Nicolas